# Cashback
Cashback is de naam van een Britse korte en lange film, geschreven en geregisseerd door Sean Ellis. De korte film kwam uit in 2004 en de langspeelfilm in 2006.

## Verhaallijn
De artiest Ben krijgt last van slapeloosheid nadat zijn vriendin Suzy het uitmaakt. Voor afleiding en het opvullen van de uren die hij nu over heeft besluit Ben om in een supermarkt te gaan werken. In de supermarkt ontmoet Ben allemaal interessante mensen waaronder Sharon, voor wie hij gevoelens begint te krijgen. Om de verveling tijdens de nachtdienst tegen te gaan laat Ben zijn fantasie los. Zo fantaseert Ben dat hij de tijd stil kan laten staan, waarna hij door de bevroren wereld kan lopen en situaties kan aanpassen. Dan wordt zijn fantasie ineens werkelijkheid.

## Rolverdeling
| Acteur            | Personage                      | Opmerkingen                                       |
| ----------------- | ------------------------------ | ------------------------------------------------- |
| Sean Biggerstaff  | Ben Willis                     |                                                   |
| Emilia Fox        | Sharon Pintey                  |                                                   |
| Shaun Evans       | Sean Higgins                   | alleen in lange versie                            |
| Michelle Ryan     | Suzy                           |                                                   |
| Stuart Goodwin    | Alan Jenkins                   |                                                   |
| Michael Dixon     | Barry Brickman                 |                                                   |
| Michael Lambourne | Matt Stephens                  |                                                   |
| Gayle Dudley      | Moeder van Nathalie            | alleen in lange versie                            |
| Marc Pickering    | Brian                          | alleen in lange versie niet vermeld in aftiteling |
| Keeley Hazell     | Bevroren meisje in Sainsbury's | alleen in lange versie                            |
| Jared Harris      | Alex Proud                     | alleen in lange versie niet vermeld in aftiteling |